# Verbascum reiseri
Verbascum reiseri är en flenörtsväxtart som beskrevs av Halácsy. Verbascum reiseri ingår i släktet kungsljus, och familjen flenörtsväxter. Inga underarter finns listade i Catalogue of Life.